# 31232 Slavonice
31232 Slavonice è un asteroide della fascia principale. Scoperto nel 1998, presenta un'orbita caratterizzata da un semiasse maggiore pari a 2,8579003 UA e da un'eccentricità di 0,0163104, inclinata di 12,23139° rispetto all'eclittica.